# Pfatter
Pfatter è un comune tedesco di 3 126 abitanti, situato nel land della Baviera.